# Überspannungsschutz
Unter Überspannungsschutz wird der Schutz elektrischer und elektronischer Geräte vor zu hohen elektrischen Spannungen durch Überspannungsschutz-Einrichtungen (ÜSE; engl. surge protection device, SPD) verstanden. Überspannungen können durch einen Blitz, durch kapazitive oder durch induktive Einkopplungen anderer elektrischer Systeme hervorgerufen werden. Auch elektrostatische Entladungen (ESD), die schon bei einfachen Handhabungen entstehen können, können Überspannungen hervorrufen.

Der Überspannungsschutz ist Teil der DIN-Blitzschutznorm VDE 0185. Diese Norm ist im Jahr 2002 überarbeitet und in 4 Teilen herausgegeben worden. Diese Norm ist übergegangen in die VDE 0185-305(2007) mit 3 Teilen. 

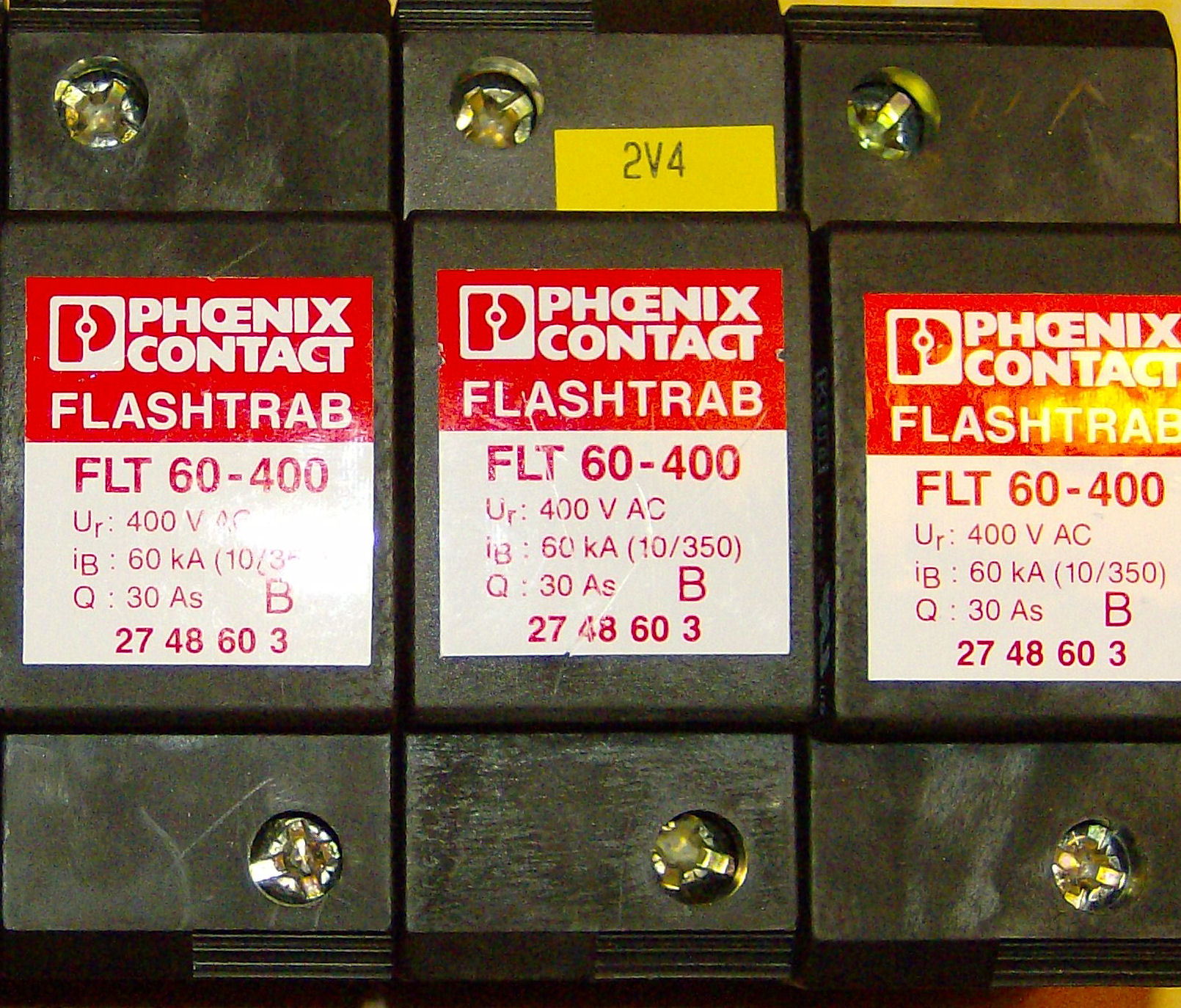
Blitzstromableiter, Klasse 1 mit Funkenstrecke, Nennspannung 400 V

## Ursachen für Überspannungen

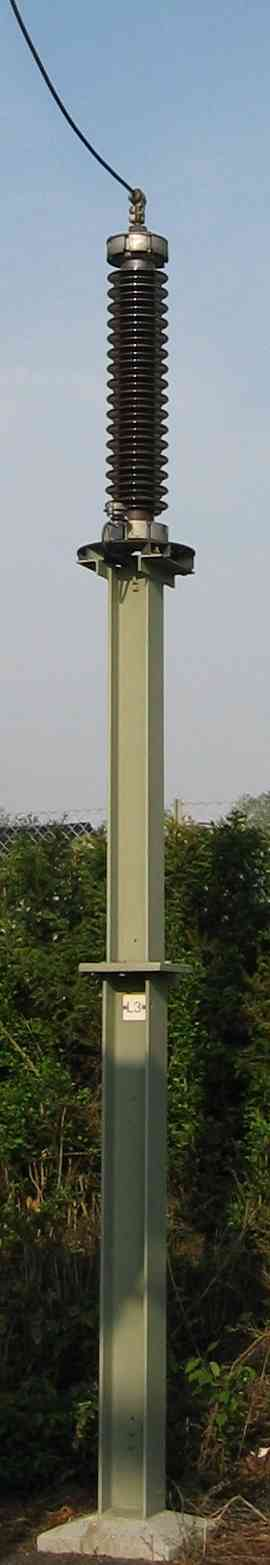
Überspannungsschutz, Nennspannung 110 kV, in einer Freiluftschaltanlage

Generell wird zwischen energiereicher (direkter oder nahegelegener Blitzeinschlag) und energiearmer (ferne Blitzeinschläge oder Umschaltungen im Stromnetz) Störung unterschieden.
Eine der Hauptursachen für kritische Überspannungen sind Blitzeinschläge in Energie- und Signalleitungen und in deren Nähe. Durch kapazitive und induktive Wirkungen der Blitze (LEMP von engl. lightning electromagnetic pulse) werden in Leiterschleifen in der Umgebung von ca. 200 Metern unzulässige Spannungen induziert. Bis ca. 2 km können durch ohmsche Effekte (Erdwiderstand) noch gefährlich hohe Potentialdifferenzen auftreten.
Auch durch Schaltvorgänge im Mittel- oder Niederspannungsnetz im Haus können Überspannungen (SEMP von engl. switching electromagnetic pulse) auftreten. So treten in Leitungen neben Leuchtstofflampen mit konventionellem Vorschaltgerät (Drossel) oder beim Abschalten von Motoren Schaltüberspannungen bis mehrere Kilovolt auf.
Oberirdische Atombomben-Explosionen verursachen durch den nuklearen elektromagnetischen Puls (NEMP von engl. nuclear electromagnetic pulse) extrem energiereiche Überspannungen.
Energiearme, aber sehr steile Überspannungsimpulse entstehen durch elektrostatische Entladungen – sie gefährden insbesondere empfindliche elektronische Bauelemente und Baugruppen und werden durch unsachgemäße Handhabung und Transport verursacht.

## Gegenmaßnahmen
Die Entscheidung, welche Anlagen bzw. Systeme geschützt werden sollten, basiert auf folgenden Schwerpunkten:
- Anlagenteile, die prinzipiell besonders gefährdet sind, sollten geschützt werden. So sind Außenantennen, lange Datenleitungen und Leitungen in der Nähe von Einrichtungen der Energieübertragung besonders gefährdet.
- Systeme, die besonders teuer in der Anschaffung sind, sollten gut gegen Überspannung gesichert werden. Das können Computer, Spezialanfertigungen oder auch Hochleistungsnetzwerkrouter sein.
- Gefährdung für Gebäude oder Personen: Ist ein erhöhtes Verletzungsrisiko im Fall von Überspannung gegeben, werden zusätzliche Maßnahmen zum Blitzstrom-Potentialausgleich und zur Überspannungsvermeidung getroffen. Dies wird auch insbesondere in öffentlichen Gebäuden über Normen bzw. Auflagen gesetzlich geregelt. Beispiele sind die Medizintechnik und die Elektronik von Fahrstühlen und Kränen.

Blitz- und Überspannungsschutz ist nur dann voll wirksam, wenn alle Zugänge zum System abgesichert werden. Das umfasst in Gebäuden die Netzeinspeisung, die Datenkabel (Kabelfernsehen, Telefon), metallene Gebäudeteile und Rohrleitungssysteme.

### Gebäudeschutz
Besonders wichtige oder gefährdete Gebäude werden mit Blitzschutzsystemen ausgerüstet. Dazu gehört der äußere Blitzschutz mit seinen Fangeinrichtungen, Ableitern und Erdern sowie der innere Blitzschutz. Der innere Blitzschutz umfasst alle Maßnahmen gegen die Auswirkungen des Blitzstroms. Dazu gehören hauptsächlich der Potentialausgleich und der Überspannungsschutz.
Im europäischen Raum ist der Blitzschutz durch die Norm EN 62305 geregelt. Diese befasst sich mit der Gefährdung durch direkte und indirekte Blitzeinschläge. Die Norm sieht den Blitzschutz von Gebäuden, Anlagen und Menschen vor und legt notwendige Schutzmaßnahmen fest (Ableitung, Fangeinrichtung usw.). Die Normreihe wurde auch in das VDE-Vorschriftenwerk (VDE 0185-305) sowie die nationale Norm aufgenommen. In der VDE-Blitzschutznorm (VDE 0185 Stand 10/2006) ist festgelegt, dass ein äußerer Blitzschutz mit dem Potentialausgleich des Gebäudes verbunden werden muss. Im Falle eines Einschlags wird das Erdpotential gegenüber den Außenleitern (im TN-C- und TT-Netz) stark angehoben oder abgesenkt, was Isolationsschäden und Brände zur Folge haben kann. Daher muss in jedem Gebäude mit äußerem Blitzschutz unbedingt auch der innere Blitzschutz konsequent ausgeführt werden, um die Potentialunterschiede auszugleichen, die beim Einschlag in Erdreich oder Energieversorgungsleitung (z. B. Dachständer) entstehen.

### Leitungsschutz
Eine Schirmung schützt elektrische Kabel und Leitungen vor induktiv und kapazitiv eingekoppelten Überspannungen. Dazu können Leitungen bzw. Kabel beispielsweise in metallenen oder geschirmten Kanälen verlegt werden. Eine weitere Möglichkeit wäre die Verlegung mit einem Doppelschirm.

### Geräteschutz
In Geräten sind die Netzstromversorgung und Datenleitungsverbindungen (LAN, Antennenkabel, Modemverbindungen) gegen Überspannungen zu schützen. Preiswerte Netzwerkgeräte werden oft nicht in den Überspannungsschutz einbezogen. Die transformatorische Potentialtrennung bei LAN und Ethernet bietet bereits einen gewissen Schutz. Glasfasernetze sind nicht gefährdet. WLAN ist nur bei exponierten Antennen gefährdet.
Gasgefüllte Überspannungsableiter isolieren, solange die Spannung unter etwa 450 V bleibt. Ihre Kapazität beträgt nur etwa 2 pF. Wird die Zündspannung überschritten, fällt der Widerstand innerhalb von Mikrosekunden auf sehr geringe Werte, wobei Stromspitzen bis zu 20 kA abgeleitet werden können. Bei Dauerbetrieb werden sie thermisch überlastet.

### Überspannungs-Schutzableiter (Grob-, Mittel- und Feinschutz)
Ein komplettes Überspannungsschutzkonzept berücksichtigt alle externen und internen elektrisch leitenden Verbindungen und ist oft in drei Stufen aufgebaut, die sich bei Gebäudeschutz im Wesentlichen an den Bemessungsstoßspannungen für die Überspannungskategorien gemäß DIN VDE 0110/ IEC Publikation 664 orientieren.
Die drei Stufen werden als Grob-, Mittel- und Feinschutz bezeichnet. Ihnen zugeordnet sind Überspannungs-Schutzeinrichtungen (ÜSE), die entsprechend als SPD Typ 1, Typ 2 und Typ 3 eingeteilt werden und sich durch ihr Ableitvermögen (Energie-Absorptionsvermögen, Maximalstrom), das Abschaltverhalten (vorgeschaltete Sicherung löst aus oder nicht) und den Schutzpegel (maximal verbleibende Überspannung beim Ansprechen) unterscheiden.
Teil 3 der Blitzschutznorm DIN EN 62305-3 (VDE 0185-305-3) beschäftigt sich mit der Verwendung von Überspannungs-Schutzableitern (SPD) zum Blitzschutzpotentialausgleich aktiver Leiter mit dem Ziel eine Funkenbildung und Personengefährdung zu vermeiden. Um auch elektrische und elektronische Geräte zu schützen, ist zusätzlich ein Blitzschutzsystem nach Teil 4 der Blitzschutznorm DIN EN 62305-4 (VDE 0185-305-4) erforderlich.
Ein Blitzschutzsystem nach DIN EN 62305-3 kann zusätzlich auch die elektrischen Geräte schützen, wenn entsprechende SPDs gewählt und u. U. zusätzliche SPDs eingesetzt werden. Sogenannte Kombi-Ableiter können anstelle von separaten SPD Typ 1 und Typ 2 verwendet werden.
Überspannungs-Schutzableiter sollen mit einer Vorsicherung kombiniert werden, wenn entweder
- Blitzstromableiter mit integrierter Funkenstrecke durch einen größeren Netzfolgestrom belastet werden können, als die Funkenstrecke ausschalten kann oder
- Blitzstromableiter durch einen Blitzstoßstrom überlastet werden können.

Dabei ist jeweils die größtmögliche Sicherung entsprechend der Vorgabe des Herstellers zu verwenden.
Der Überspannungsschutz der ehemaligen Klasse A fällt in den Bereich des Stromversorgers.

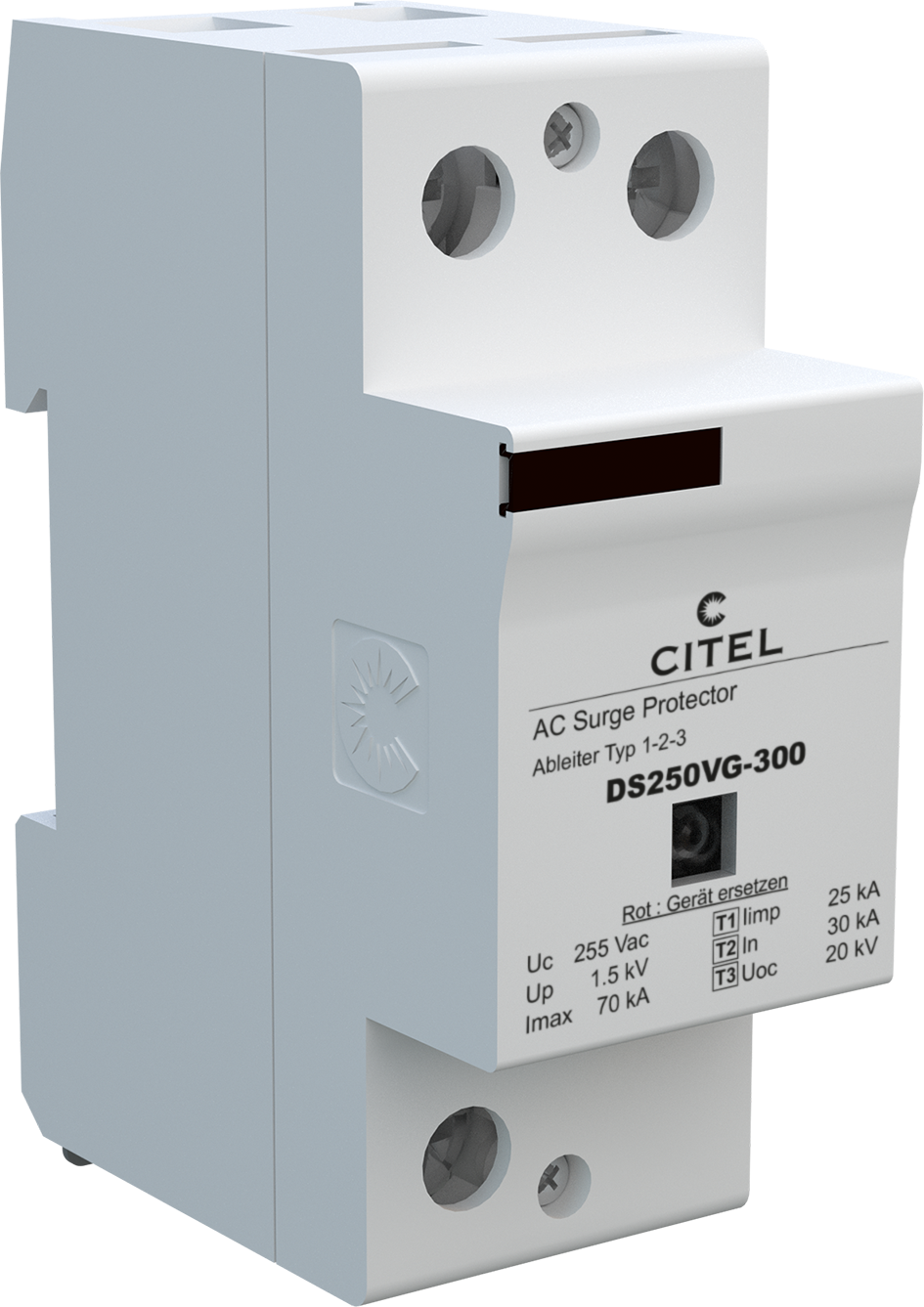
Einpoliger Kombiableiter Typ1+2+3: Gasableiter in Reihe mit einem Varistor

#### SPD Typ 1 – Blitzstromableiter (Grobschutz)
Der Grobschutz (früher Klasse B) in der Gebäudeeinspeisung soll den Energieinhalt des Blitzes ableiten und die verbleibende Restspannung auf Werte kleiner als 1300 bis 6000 V (je nach verwendeter Technologie) begrenzen. Es wird mit Strömen von 50/100 kA mit einer Impulsform 10/350 µs gerechnet, was den typischen Werten eines direkten Blitzeinschlages entspricht.
Es werden Funkenstrecken und Gasableiter, kombiniert mit Varistoren eingesetzt. Das Problem der an sich für höchste Ströme geeigneten Funkenstrecken ist deren hohe Ansprechspannung und das Weiterbrennen des Lichtbogens nach Abklingen des Störstromimpulses. Man kann die Funkenstrecke triggern, damit sie schneller zündet und man sorgt dafür, dass der Lichtbogen verlöscht. Gasableiter können mit engen Ansprechtoleranzen gefertigt werden (d. h. sie können einen geringeren Schutzpegel gewähren), verlöschen jedoch ebenfalls nicht ohne weiteres selbst.
Überspannungsableiter müssen nach Abklingen der Überspannung verlöschen und sind mit einem Folgestromlöschvermögen spezifiziert, einem Stromwert, der höher sein muss, als der Strom, den das Netz in der Lage ist, nachzuliefern. Ein Gerät hat zum Beispiel ein Folgestromlöschvermögen von 10 kA, um auch in Netzen mit niedriger Netzimpedanz eingesetzt werden zu können.
Um zu vermeiden, dass Folgeströme fließen, kann man zu einem Gasableiter einen Varistor in Serie schalten, der bei Netz-Nennspannung nur wenig Strom fließen lässt, sodass der Gasableiter verlöscht. Solche Geräte erreichen gegenüber Funkenstrecken wesentlich niedrigere Schutzpegel.
Insbesondere Geräte mit Varistor verfügen über eine Schmelzsicherung, um bei nicht beherrschten Folgeströmen oder temporären Netzüberspannungen einer übermäßigen Energieabsorption (und in der Folge einem Brand oder einem Zerbersten) vorzubeugen. Hat die Schmelzsicherung ausgelöst oder sind Ableiter anderweitig zerstört bzw. unwirksam geworden, kann das oft mittels Meldekontakten oder an einem Sichtzeichen erkannt werden.
Der Schutzpegel (d. h. die verbleibende Überspannung auf einem Außenleiter beziehungsweise dem Nullleiter in TN-S- bzw. TT-Systemen) solcher Geräte beträgt zum Beispiel 1,5 kV bei 25 kA.
Ein anderes Gerät, welches nur eine Funkenstrecke als Grobschutz enthält, hat einen Schutzpegel von zum Beispiel 5 kV und besitzt ein Ableitvermögen von 60 kA.

#### SPD Typ 2 – Überspannungsableiter (Mittelschutz)
Der Mittelschutz (früher Klasse C) befindet sich bei Gebäuden üblicherweise in den Etagenverteilern und begrenzt die verbleibenden Überspannungen auf weniger als 600 bis 2000 V.

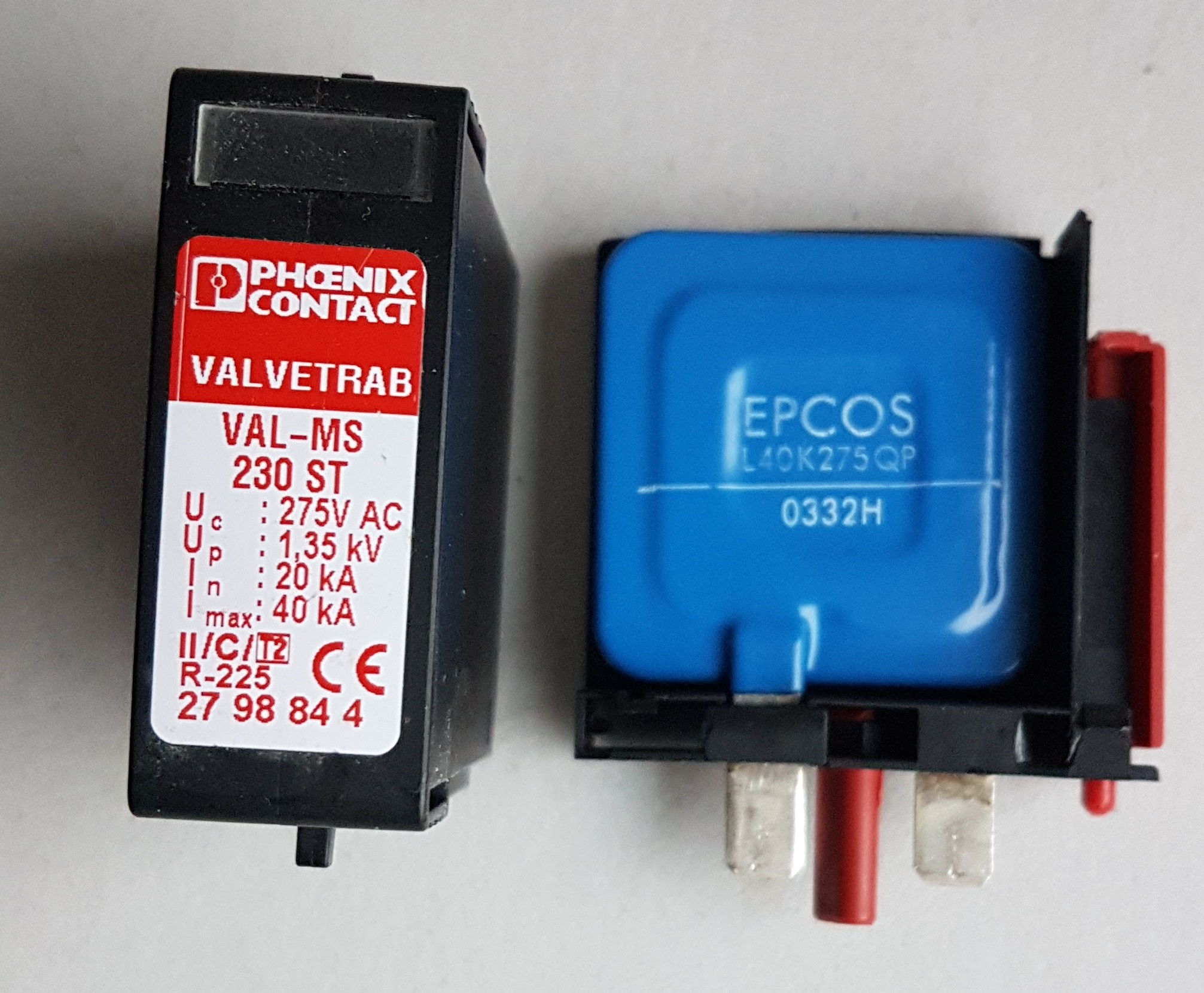
Überspannungsschutz für die Verteilerinstallation auf der Hutschiene

Es kommen Varistoren gegen Erde zum Einsatz, wodurch eine kurze Ansprechzeit und niedrige Schutzpegel erreichbar sind. Jedoch werden dann temporäre Netzüberspannungen (TOV), die durch Phasenfehler oder Belastungs-Unsymmetrien im Netz entstehen und Minuten bis Stunden dauern, weniger gut ertragen. Die Geräte sind daher oft mit einer thermischen Abschaltvorrichtung versehen, um die Varistoren vor gefährlicher Zerstörung zu schützen. Die Abschaltung wird durch einen Meldekontakt oder ein Schauzeichen signalisiert. Einer thermische Auslösung ging in der Regel eine die Varistoren schädigende Belastung voraus, weshalb sie ausgetauscht werden müssen. Ein solches Gerät für Netzspannungen bis 240 V hat zum Beispiel einen Nennableitstrom (Impuls 8/20 μs) von 20 kA, einen Schutzpegel von 1,5 kV und verträgt 5 Sekunden lang eine Netzüberspannung von 337 V.

#### SPD Typ 3 (Feinschutz)

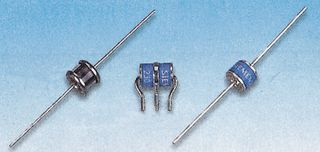
Gasgefüllte Überspannungsableiter

Ein Feinschutz (früher Klasse D) schützt Steckdosen und Steckverbinder. Er reduziert die verbleibenden Überspannungen. Die Hersteller elektrischer und elektronischer Geräte sind in den meisten Ländern verpflichtet, ihre Geräte so zu konstruieren, dass eine bestimmte, spezifizierte Überspannungskategorie ohne Schaden für die Umgebung ertragen wird (CE-Zeichen deutet darauf hin). In Deutschland ist dies durch das Gesetz über die elektromagnetische Verträglichkeit von Geräten (EMVG) geregelt. Überspannungsschutzadapter (Zwischenstecker) und Überspannungsschutz-Steckdosenleisten besitzen oft keine Sicherungen, die bei Überhitzung der Varistoren oder deren Zerstörung diese vom Netz trennen, was zu Funktionsverlust, nicht jedoch zu Bränden führen darf. Eingebaute Gasableiter haben zwar ein hohes Ableitvermögen, lösen jedoch bei Ansprechen die vorgeordnete Sicherung aus. Diese Schutzgeräte leiten ohnehin Überspannungen nur gegen den parallel verlaufenden Schutzleiter ab, was nur gegen Gegentaktstörungen hilft.
Die Schutzwirkung jeder Stufe baut auf der vorherigen auf. Das bedeutet, die vorherige Stufe reduziert den Energieinhalt der Überspannung, um eine thermische Überlastung des nachfolgenden Schutzmoduls zu vermeiden (energetisch koordinierter Überspannungsschutz). Der Verzicht auf eine Stufe kann den Überspannungsschutz nahezu unwirksam machen, dies gilt ebenfalls für lange Leitungslängen (Stichleitungen, Verbindung zum Erder) zur Ableitung der Energie oder falsche Positionierung und Auswahl der Geräte.
Der Mittelschutz ist die wichtigste Komponente und muss je nach Bedarf durch Feinschutzableiter (für empfindliche elektronische Geräte) und Grobschutz (bei vorhandenem äußerem Blitzschutz, bei Netz-Einspeisung über Dachständer, bei weitläufigen Außenanlagen und anderen Faktoren) ergänzt werden.
Oftmals sind mehrere Ableiter nötig: jede nach außen führende Leitung (Wegbeleuchtung, Antennen, Telefonleitung) muss ebenfalls geschützt werden.
Um die Selektivität zu wahren, sind B- oder C-Ableiter für bestimmte minimale Nennströme von vorgeordneten Leitungsschutzschaltern (hier meist selektive Leitungsschutzschalter) spezifiziert.
FI-Schutzschalter sind dem Überspannungsableiter stets nachgeordnet, können jedoch bei einem Überspannungsereignis aufgrund unsymmetrischer Ströme mit auslösen.

## Bauarten

### Klein- und Signalspannung
Kleinspannungen werden häufig mit Suppressordioden (ähnlich einer Zener-Diode) oder Varistoren geschützt. Suppressordioden wirken unidirektional, das heißt, sie sperren nur in einer Polarität. Um Wechselspannungen schützen zu können, werden gegeneinander in Reihe geschaltete (bidirektionale) Typen gefertigt. Suppressordioden sind eng toleriert, haben geringe Schutzpegel, vertragen jedoch gegenüber Varistoren weniger hohe Spitzenleistungen. Suppressordioden dürfen einen kleinen Dauerstrom leiten, wenn dadurch ihre Verlustleistung nicht überschritten wird. Varistoren können hohe Energien und Spitzenströme absorbieren, bieten jedoch weniger enge Schutzpegel und dürfen nie Dauerstrom führen.
Varistoren und Suppressordioden zeichnen sich dadurch aus, dass sie nach dem Überspannungsereignis selbsttätig wieder sperren – die zu schützende Leitung wird dadurch nicht gestört. Die Ansprechzeit der Bauteile liegt im Bereich einiger 10 Nanosekunden.
Die folgende Grafik zeigt die prinzipielle Funktion der Überspannungsbegrenzung mit einer Suppressordiode:
In Kleinspannungs-Stromversorgungen wird gegen interne, zu Überspannung führende Defekte oft eine so genannte Klemmschaltung (Thyristoren) verwendet, welche ab einer bestimmten Überspannung durch aktiven Kurzschluss der Versorgung die Sicherung in der Zuleitung auslöst.
Eine weitere Möglichkeit sind Schutzdioden, mit denen man auch Signaleingänge von Integrierten Schaltungen schützt (Feinschutz).
In Telefonnetzen werden häufig Gasableiter und Vierschichtdioden eingesetzt (Mittelschutz).
Antennenkabel werden häufig mit Funkenstrecken (Grobschutz) und Gasableitern geschützt.

### Netzspannung
Netzzuleitungen werden in Geräten oder vorgeschalteten Zwischensteckern oft mit Varistoren geschützt. Sind Gasableiter verbaut, löst in jedem Fall die vorgeschaltete Sicherung aus, weil die Bogenentladung weiterbrennt, wenn der Überspannungsimpuls bereits vorbei und die Spannung wieder auf Nennspannung gesunken ist.
In Hauseinlässen werden ebenfalls Varistoren oder auch Funkenstrecken verwendet. Diese Schutzeinrichtungen (siehe Bild oben) verfügen über wesentlich höheres Ableitvermögen als Geräteschutzmaßnahmen.

### Mittel- und Hochspannung
Zum Schutz der Isolatoren von Freileitungen werden Funkenstrecken verwendet. Zum Schutz von an Freileitungen angeschlossenen Transformatoren werden Varistoren verwendet. Diese kann man für beliebig hohe Spannungen herstellen. Sie bestehen aus einem Stapel von Scheiben aus Metalloxidkeramik (zum Beispiel Zinkoxid).